# Арденнська операція

Західний фронт, 15 грудня 1944

Арде́ннська опера́ція (Операція «Вахт ам Райн», нім. Unternehmen Wacht am Rhein — Вахта на Рейні, також Наступ Рундштедта (Rundstedt-Offensive) або англо-американською назвою Battle of the Bulge (Битва за виступ)) — контрнаступ німецьких військ в Арденнах проти англо-американських армій. В Арденнській операції німецьке командування розраховувало прорвати фронт на стику англійських і американських військ, завдати удару в напрямі Льєж — Антверпен, вийти на узбережжя і, оточивши приморську групу армій, знищити її та примусити західні держави до замирення, що дало б йому змогу зміцнити Східний фронт.
Розпочавши наступ 16 грудня, німецькі війська за 8 днів прорвали оборону союзників і вклинилися на глибину 90—100 км. Виникла небезпека повторення Дюнкерка.
Союзне командування швидко перекинуло до ділянки прориву великі сили військ та авіації, 3-тя американська армія 22 грудня завдала контрудару на Бастонь. Наступ німецьких військ було зупинено й відкинуто на початкові позиції, деякі частини були оточені. Подальший тиск союзників переконав німецьке командування в тому, що подальші спроби прориву в цій ділянці фронту є марними. 1 січня 1945 німецькі війська розпочали наступ у районі Страсбурга з метою відволікти сили союзників.
У США ця операція називається — «Битва за Виступ» (англ. Battle of the Bulge), а у Великій Британії — «Битва в Арденнах» (англ. Battle of Ardennes). У російських джерелах іноді трапляється некоректний переклад американської назви: «Битва при Бульже».
До кінця 1944 року вермахт програв практично всі битви на Західному фронті й війська антигітлерівської коаліції вже дісталися до кордонів Німеччини. На Німеччину регулярно здійснювалися масовані авіанальоти союзної авіації, що руйнувало її військову промисловість, інфраструктуру та міста.
Тим часом ситуація, у якій Гітлер ставив все на карту, була для нацистської Німеччини катастрофічною. Після літньо-осінніх боїв Червона армія, здійснивши ривок зі Східної Білорусі, стояла біля воріт рейху. На заході союзні війська  влітку звільнили Нормандію і Південну Францію, Бельгію, восени наступаючи через Вогезські гори, звільнили більшу частину Ельзасу та Лотарингії (північний схід Франції) і вийшли до Рейну, а також готувалися до вирішального наступу у внутрішні райони країни.
З кінця грудня 1944 року, після поразки в Арденнах, вермахт вже був абсолютно нездатний на великі наступальні операції, а міг проводити лише дрібні контратаки, які вже не могли змінити стратегічної обстановки в Європі (наприклад, контратаки в Ельзасі в січні 1945 року, чи на озері Балатон в Угорщині в березні 1945-го). Стратегічна ініціатива безповоротно перейшла до союзників.
Прямим наслідком поразки німецьких військ в Арденнах стало вторгнення військ союзників у Західну Німеччину (див. Маас-Рейнська операція).

## Передісторія
Американській розвідці стало відомо про плани німецького наступу ще в листопаді 1944 року, оскільки вона застосовувала систему дешифрування німецьких радіограм «ULTRA», до того ж за рахунок повітряної розвідки вони знали про всі пересування німецьких військ та їх концентрації на схід від Арденн. Армійська розвідка 3-ї армії поставила до відома своє командування, Верховного Головнокомандувача військами союзників Дуайта Ейзенхауера, який у своїх мемуарах відзначив наступне: «Ми не помилялися ні щодо місця завдання контрудару, ні щодо неминучості такого кроку з боку супротивника. Більш того, що стосується загального реагування на ці дії противника, то в цьому випадку в Бредлі і в мене був давно узгоджений план дій у відповідь».
Таким чином американське командування заздалегідь підготувалося до відбиття наступу противника, розташувавши великі мобільні угруповання своїх військ на північ і на південь від Арденн, а в самих Арденнах — навмисно послабило оборону, залишивши там 28-ю і 106-ту піхотні дивізії. Усе сталося саме так, як розраховували американські командувачі — німецькі війська пішли в атаку в Арденнах, де союзники навмисно послабили оборону, а коли німці прорвалися майже на 100 км на захід — американські війська атакували їх своїми мобільними угрупованнями 1-ї та 3-ї армій із флангів — з півночі та півдня, поставивши німців під загрозу оточення. Зрозуміло, чим міг закінчитися для німців такий наступ у формі «клину», коли їх з півночі та півдня одночасно атакують мобільні сили супротивника — «котлом», тобто оточенням. Це наочно показано на двох картах Арденнської операції; перша карта показує наступ вермахту з 16 грудня по 25 грудня, а друга карта — контрнаступ союзників з 25 грудня 1944 р. до кінця січня 1945 р., часткове оточення, відступ і поразку німецьких військ. Таким чином, німецьке командування припустилося серйозної помилки, розпочавши наступ в Арденнах — «це був наступ зневірених».

## Розстановка сил
1-ша американська армія зайняла позиції в північній частині Арденн між містами Санкт-Віт і Льєж. Деякі її частини та підрозділи 9-ї армії вели бої в Хюртгенському лісі та на річці Рур, на ділянці фронту, де вони вклинилися на територію Німеччини та створили плацдарм 50 км у ширину й 40 км у глибину. В Арденнах на бельгійсько-німецькому кордоні розташовувався 8-й американський корпус з 3-ї армії. На південь від Арденн інші частини 3-ї армії вклинилася в лінію Зігфрида, створивши плацдарм на східному березі річки Саар. Тут відбувалося зосередження військ для відновлення наступу на Саарську область. Правіше 3-ї армії 7-ма армія займала фронт, який тягнувся від річки Саар у східному напрямку, впираючись у Рейн у районі Карлсруе. Частини 7-ї армії наприкінці листопада — початку грудня звільнили північні райони Ельзасу та Лотарингії й вийшли до кордонів Німеччини та до Верхнього Рейну. 1-ша французька армія 22 листопада звільнила Страсбург, і на захід від Рейну в Ельзасі у німців залишалися війська тільки в районі міста Кольмар. Союзники готувалися до нового наступу.

## Початок німецького наступу: 16— 25 грудня 1944

Наступ німецьких військ в Арденнах: 16-25 грудня 1944.

Наступ німецьких військ (6-та танкова армія СС, 5-та танкова армія і 7-ма польова армії, об'єднані в групу армій «В» під командуванням фельдмаршала В. Моделя) почався вранці 16 грудня 1944 р., і до 25 грудня німці просунулися на 90 км вглиб оборони.
Першою метою німців були мости через річку Маас, яка відділяла Арденни від решти частини Бельгії й без захоплення яких подальший наступ було неможливим через географічні особливості місцевості. Потім вони планували наступати на Антверпен, через порт якого проходило постачання 21-ї групи армій і на столицю Бельгії — Брюссель. Німецьке командування найбільше розраховувало на свою важку бронетехніку (танки Panzer VI Tiger і Panzer VI Tiger II), на майже 5-разову перевагу в артилерії (до 20 % артилерійського парку німців складалося з самохідних артустановок) і мінометах та на нельотну погоду — через постійні снігопади та сильну хмарність авіація союзників кілька днів не могла діяти, й це тимчасово зводило нанівець перевагу союзників у повітрі. Брак палива для бронетехніки й автотранспорту німці розраховували ліквідувати за рахунок захоплення трофейного палива в союзників на складах у містах Льєж і Намюр. Мости через Маас оборонялися частинами 30-го британського корпусу й були заміновані саперами та готові до підриву на випадок, якщо виникне загроза їх захоплення німцями.
Важливим моментом, який не дозволив Німеччині провести максимальну концентрацію сил, були дії Червоної армії на фронтах радянсько-німецької війни. Ось що пише з цього приводу відомий англійський історик Ліддел Гарт: «Командири, яким було доручено вести наступ, дуже розчарувалися, коли дізналися, що вони не отримають додаткових частин підкріплення, які їм обіцяли, через загрозу ударів росіян на Сході».

## Результати операції
За підсумками більш ніж місяця боїв німці втратили 120 тисяч осіб убитими та пораненими, 1600 літаків і 700 танків, союзні ж війська втратили 90 тисяч осіб.

## У комп'ютерних іграх
- В серії ігор Call of Duty
- Medal of Honor: Allied Assault — Spearhead
- Call to Arms - Gates of Hell: Liberation
- Company of Heroes 2